# 1995 год в России

## События

### Январь
- 2 января — Первая чеченская война: в Чечне отряды боевиков отражают наступление российской армии на Грозный[1]. В последующие дни российские войска возобновляют операцию.
- 3 января — Первая чеченская война: Бомбардировка Шали кассетными бомбами[2].
- 6 января — подписано соглашение о Таможенном союзе между Республикой Беларусь и Российской Федерацией[3].
- 7 января — начало работ по восстановлению Храма Христа Спасителя в Москве.
- 8 января — На НТВ первый выпуск программы «Сто к одному», аналог американской игры «Family Feud». Ведущим этой программы стал Александр Гуревич.
- 15 января — серия взрывов в Москве. В Москве были взорваны бомбы в Московском государственном педагогическом университете, физико-математической школе № 354, в гостинице «Метрополь» и трансформаторной подстанции № 510 «Мосэнерго». Жертв не было. После взрывов милиция получила ультиматум от «группы офицеров» о выводе войск из Чечни[4].
- 19 января — Первая чеченская война: федеральные войска захватили президентский дворец в Грозном[5].
- 20 января — Беларусь, Казахстан и Россия подписали в Москве соглашение о таможенном союзе[6].
- 25 января — запуск метеорологической ракеты у побережья Норвегии[7] поставил мир перед угрозой обмена ядерными ударами между Россией и США.

### Май
- 28 мая — Землетрясение в Нефтегорске[8]

### Июнь
- 14—21 июня — Теракт в Будённовске[9]

### Декабрь
- 17 декабря — Выборы в Государственную думу

## Умерли
- 1 марта — Владислав Листьев,  советский и российский журналист, телеведущий[10]
- 6 июня — Савелий Крамаров, советский и американский киноактёр[11][12]
- 22 июня — Леонид Дербенёв, советский и российский поэт-песенник[13]

- 30 июня — Георгий Береговой, лётчик-космонавт[14]